# Оружейная сошка
Со́шка (подсо́шка , подсошек, подсо́шник; в настоящее время также двуно́га) — подставка (упор) для огнестрельного оружия или арбалета.
В Наставлении по Стрелковому Делу (НСД) используется понятие "сошка". Использование во множественном числе («сошки») применительно к одному экземпляру считается ошибочным и недопустимо.

## История
В процессе развития огнестрельного оружия появились и образцы полевого индивидуального огнестрельного оружия, которое было достаточно тяжёлым для точной стрельбы, так и появилась для прицела подпорка, подставка (сошка, особенно рассохой, ра́жки) для упора ручницы, самопала, пищали и ружья при стрельбе из них.  
Сошка, в XVI — XVII веках, представляла собой шест высотой ~1,5 метра, один конец которого имел рогатку для упора оружия, а второй — был заострён для упора в землю. Нередко функции сошки выполняли различные разновидности холодного (белого) оружия, как, например, бердыш или алебарда. К концу XVII века, в связи с облегчением веса оружия и переходом с мушкетов на ружья, практически перестала употребляться.
В конце XIX века и в XX веке возродилась в виде специальной конструкции — двуноги, представляющей собой отделимую часть винтовки (снайперской или спортивной), автомата или ручного пулемёта, и служащей для повышения устойчивости при стрельбе. Редко входит в комплект оружия, как правило доукомплектовывается по необходимости. Используется для дополнительной стабилизации ствола в направлении стрельбы, что обеспечивает повышение устойчивости оружия при стрельбе и, соответственно, кучности. Современные модели отличаются дополнительными резиновыми наконечниками - обеспечивающими надежное сцепление с различными типами поверхностей. Могут крепиться как непосредственно на ствол при помощи хомутов, так и на цевье с применением антабок, переходников, планок вивер. Некоторые модели снабжены механизмом («качалка») который позволяет незначительно изменять положение оружия при стрельбе. Это значительно облегчает прицеливание на рельефных поверхностях.

168. ... При выполнении приемов с ручным и ротным пулеметами по команде «К БОЮ» взять оружие правой рукой, левой развести ноги сошки. Одновременно с этим сделать полный шаг правой (левой) ногой вперед и, наклоняясь вперед, поставить пулемет на сошку в направлении стрельбы; не разгибаясь, опереться обеими руками о землю, отбросить ноги назад, лечь на живот, раскинув ноги носками наружу, и изготовиться для ведения огня (рис. 54). ...— Глава 6. Способы и приёмы передвижения личного состава подразделений в бою при действиях в пешем порядке, Строевой устав ВС России, 1993 года.
В артиллерийском орудии сошник — стальная пластина, которой оканчивается станина и препятствующая откату артиллерийского орудия при выстреле.

## Образцы

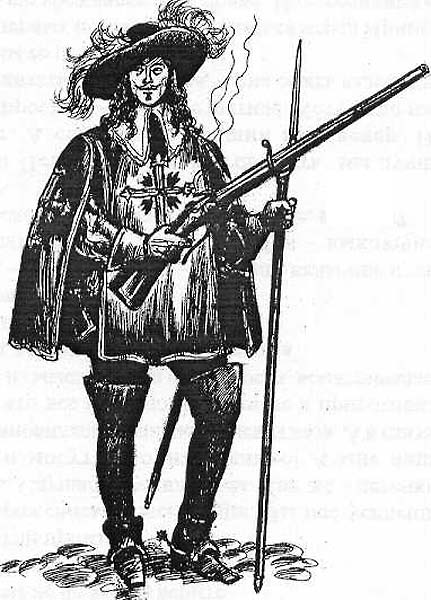
Мушкетёр с мушкетом и шведским пером.
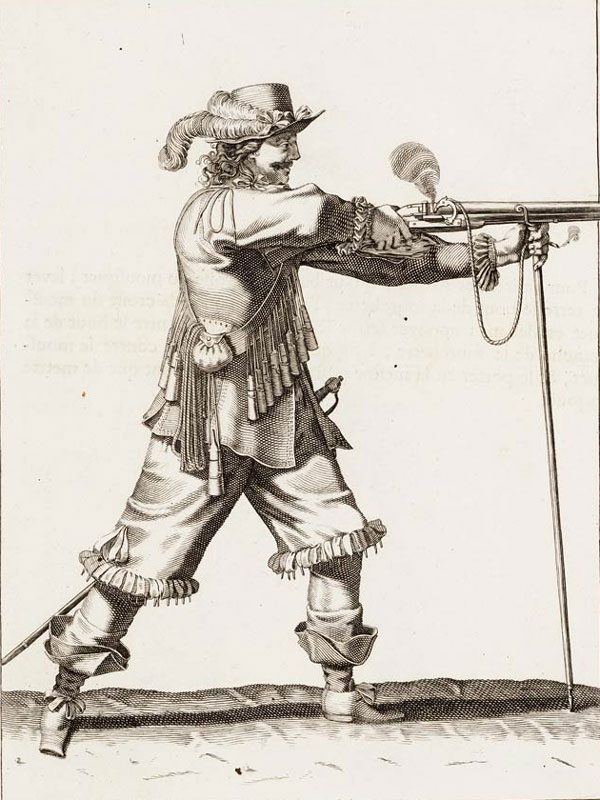
Стрельба с сошки.
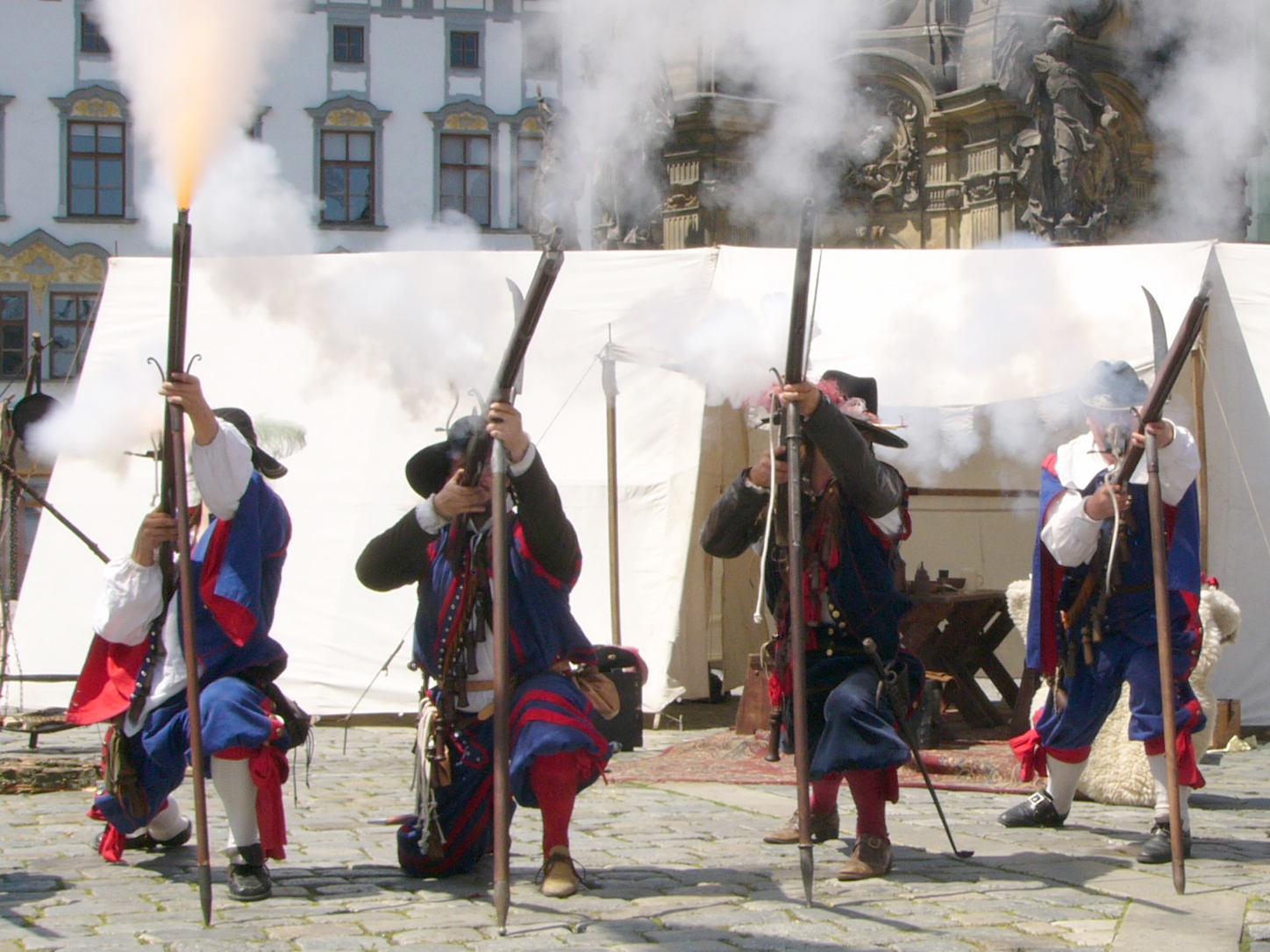
Стрельба с сошки, реконструкция.
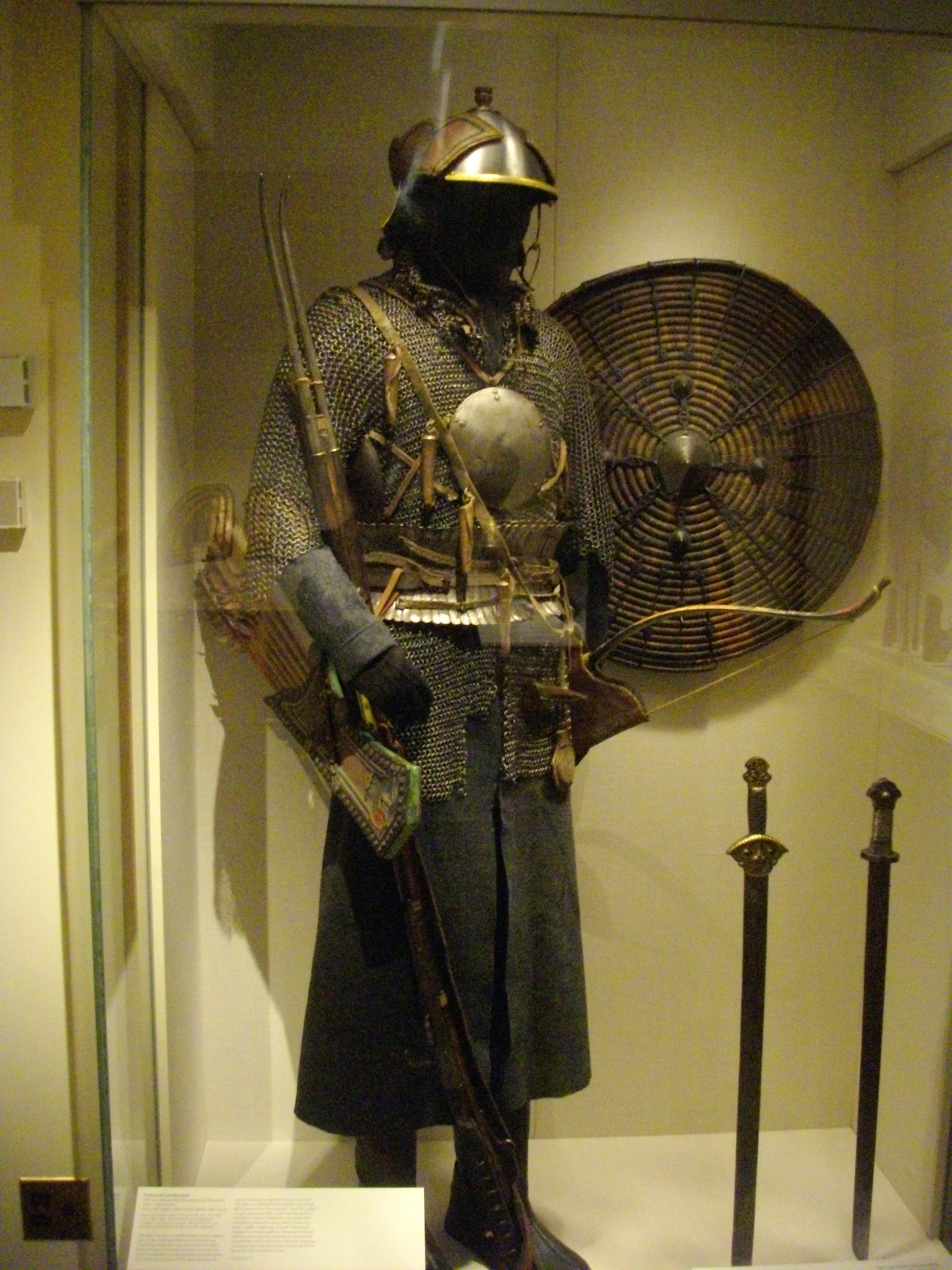
Тибетский фитильный мушкет с откидной сошкой («рогами»). Использовался вплоть до середины XX века.
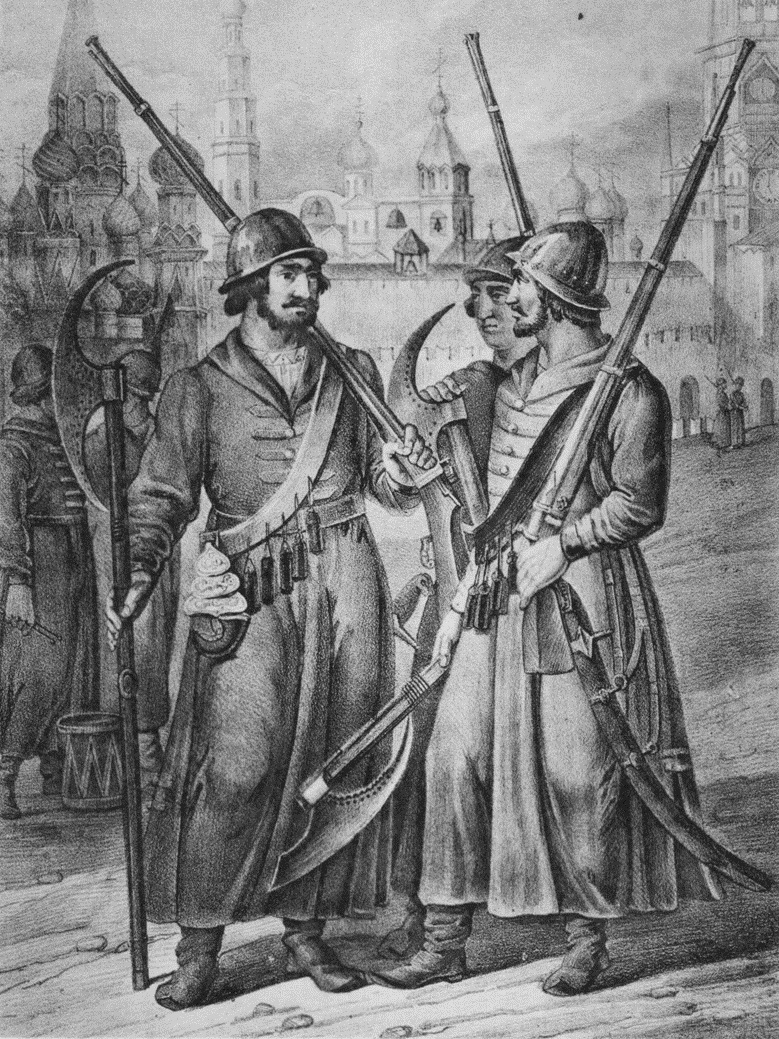
Стрельцы упирали бердыш в землю при стрельбе из ружей.
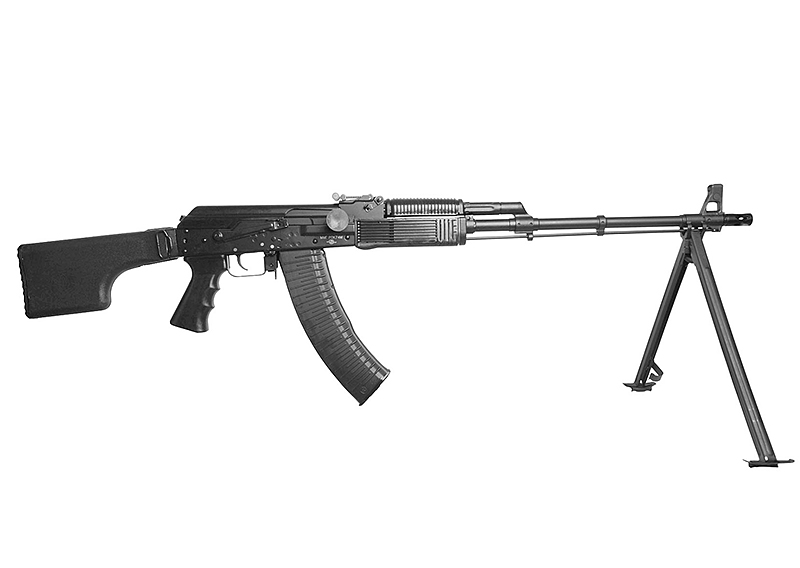
РПК-74М с сошкой (двуногой).